# Top Country Albums
《公告牌》乡村音乐专辑榜（英語：Top Country Albums）是美国《公告牌》杂志每周出版的音乐榜单。榜单统计乡村音乐专辑的实体销量、数字销量和流媒体点击量，排出每周最受欢迎的50张乡村专辑。《公告牌》杂志于1964年1月11日首次发布该榜单，彼时榜单叫做“热门乡村专辑榜”（Hot Country Albums）；在那周，约翰尼·卡什的《Ring of Fire: The Best of Johnny Cash》登顶排行榜。榜单于1984年10月20日改为现名。
《公告牌》乡村音乐专辑榜冠军周数最多的专辑为摩根·沃伦的《Dangerous: The Double Album》；截至2022年12月10日，这张专辑已冠军85周。